# Рение I (Монако)
Рение (Раниери) Грималди (на френски: Rainier Ier Grimaldi; на италиански: Ranieri Grimaldi; * 1267, † 1314, Неапол) е втори господар на Монако, адмирал на Франция, барон на Сан Деметрио и господар на Кан сюр Мер.

## Произход
Той е най-големият от тримата синове на Ланфранко Грималди, наместник на френската корона в Прованс, и на съпругата му Аурелия дел Карето (която по-късно се омъжва за Франческо Грималди , братовчед на съпруга й).

## Биография
Рене вероятно последва роднините си Грималди при нападението на замъка на Скалата на Монако. Грималди, с други генуезки гвелфски изгнаници, включително Рение, държат града в продължение на четири години, напускайки го на 10 април 1301 г. 
През 1304 г. Рение е назначен за адмирал на Франция. През същата година, командвайки смесен флот от френски, нидерландски и генуезки кораби, той побеждава фламандските бунтовници в морската битка при Зирикзее. Той също така е господар Кан сюр Мер и барон на Сан Деметрио (в Неапол). 
След смъртта на братовчед му Франческо без деца през 1309 г. Рение е определен за приемник на титлата „господар на Монако“.
Умира около 1314 г. близо до Неапол .

## Брак и потомство
Жени се два пъти:
∞ 1. за братовчедка си Спечоза дел Карето, от която няма деца; 
∞ 2. за Маргерита Руфо от графовете на Синополи, от която има три или четири деца:
- Винчигуера, ∞ за Костанца Руфа;
- Шарл I Велики (* Монако, † 15 август 1357, пак там), наследник на трона на баща си; ∞ 1. за Лукина Спинола, дъщеря на Джерардо Спинола, господар на Дертон, от която има 3 сина 2. за ... Орсини, от която има 1 син 3. за неизвестна жена, от която има 1 син 4. за неизвестна жена, от която има 3 сина и 1 дъщеря;
- Селваджа, ∞ за Габриеле Венто;
- Лучано, владетел на Вилафранка, ∞ за Тедизе Чибо 2. за Катерина Карачоло.